# Crescent Shield
Crescent Shield – zespół muzyczny ze Stanów Zjednoczonych grający heavy/power metal, powstały w 2000, jako poboczny projekt wokalisty Onward Michaela Granta i gitarzysty Destiny's End Daniela Delucie. Zespół został skompletowany po rozpadzie Onward w 2003.

## Członkowie zespołu
- Michael Grant – śpiew
- Dan DeLucie – gitara
- Melanie Sisneros – gitara basowa
- Craig Anderson – perkusja

## Dyskografia
- The Last Of My Kind (2006)